# Лоренсо Агуадо
Лоре́нсо Агуа́до Ерре́ра (ісп. Lorenzo Aguado Herrera; нар. 19 вересня 2002) — іспанський футболіст, захисник клубу «Реал Мадрид Б».

## Клубна кар'єра
Виступав за юнацьку команду «Ільєскас», звідки перейшов до академії мадридського «Реала» у віці 7 років. В сезоні 2021–22 виступав на правах оренди за «Навалькарнеро» в Сегунді Федарасьйон. Наступний сезон провів у складі «Інтернасьйоналя» в Терсері Федерасьйон. 19 листопада 2023 року дебютував за «Реал Мадрид Кастілья» в матчі Прімери Федерасьйон проти «Альхесіраса». 20 квітня 2024 року в поєдинку проти «Алькояно» забив свій перший гол у кар'єрі.
6 січня 2025 року дебютував в основному складі «Реала» в матчі Кубка Іспанії проти «Мінери», вийшовши з перших хвилин. 19 січня в поєдинку проти «Лас-Пальмаса» дебютував в Ла-Лізі, замінивши Лукаса Васкеса.

## Статистика виступів
Станом на 24 травня 2025 
| Клуб              | Сезон             | Чемпіонат           | Чемпіонат | Чемпіонат | Кубок | Кубок | Єврокубки | Єврокубки | Інші  | Інші | Всього | Всього |
| Клуб              | Сезон             | Дивізіон            | Матчі     | Голи      | Матчі | Голи  | Матчі     | Голи      | Матчі | Голи | Матчі  | Голи   |
| ----------------- | ----------------- | ------------------- | --------- | --------- | ----- | ----- | --------- | --------- | ----- | ---- | ------ | ------ |
| → Навалькарнеро   | 2022–23           | Сегунда Федерасьйон | 14        | 5         | —     | —     | —         | —         | —     | —    | 14     | 5      |
| → Інтернасьйональ | 2022–23           | Терсера Федерасьйон | 26        | 10        | —     | —     | —         | —         | 4     | 0    | 30     | 10     |
| Реал Мадрид Б     | 2023–24           | Прімера Федерасьйон | 13        | 1         | —     | —     | —         | —         | —     | —    | 13     | 1      |
| Реал Мадрид Б     | 2024–25           | Прімера Федерасьйон | 23        | 1         | —     | —     | —         | —         | —     | —    | 23     | 1      |
| Реал Мадрид Б     | Всього            | Всього              | 36        | 2         | 0     | 0     | 0         | 0         | 0     | 0    | 36     | 2      |
| Реал Мадрид       | 2024–25           | Ла-Ліга             | 2         | 0         | 1     | 0     | 0         | 0         | 0     | 0    | 3      | 0      |
| Всього за кар'єру | Всього за кар'єру | Всього за кар'єру   | 78        | 17        | 1     | 0     | 0         | 0         | 4     | 0    | 83     | 17     |

1. ↑  Матчі плей-оф Терсери Федерасьйон

## Досягнення
«Реал Мадрид»
- Володар Міжконтинентального кубка ФІФА: 2024[12]